# Halbhöhenlage
Als Halbhöhenlage bezeichnet man eine um die Stuttgarter Innenstadt gelegene Gruppe von Wohngebieten, die sich durch ihre topografische Lage an den Hängen rund um die Nesenbachbucht (dem Stuttgarter Talkessel) auszeichnet. Aufgrund ihrer Lage gilt die Stuttgarter Halbhöhe als bevorzugte Wohngegend, da sie durch die Hanglage mehr Aussicht bietet als die Wohngebiete auf den Höhen selbst.

## Geographie

### Einordnung
Gemäß Abgrenzung des Rahmensplans der Stadt Stuttgart umfassen die Halbhöhenlagen in etwa 811 ha rund um die Tallagen der Innenstadt und nehmen ca. 5 Prozent der Fläche des Stadtgebiets ein. Sie liegen überwiegend auf einer Höhe zwischen 300 und 420 M. ü. NN. Im Bereich der Halbhöhenlagen leben rund 75.000 Einwohner.
In den unteren Lagen werden die Halbhöhenlagen begrenzt durch die flachen Tallagen, im oberen Bereich in der Regel durch die für Stuttgart typischen weitläufigen Waldgebiete Kräherwald, Glemswald, Bopser und Frauenkopf. Die dazwischen liegenden Hanglagen weisen die für Stuttgart typischen Keuperklingen auf.
Die Wohngebiete in der Halbhöhenlage liegen in den Stadtbezirken Stuttgart-Nord, -West, -Ost, -Süd sowie Degerloch. Sie umschließen den Stuttgarter Talkessel fast vollständig. Einzige Ausnahmen hiervon sind der Oberlauf des Nesenbachs (im Bereich der Stadtteile Heslach und Kaltental) sowie sein Durchbruch ins Neckartal (im Bereich der Stadtteile Kernerviertel, Hauptbahnhof und Europaviertel). Die Halbhöhenlage gliedert sich somit in einen nordwestlichen und einen südöstlichen Teil.

### Wohngebiete in Halbhöhenlagen
Im Uhrzeigersinn werden zur Halbhöhenlage insbesondere Wohngebiete in folgenden Stadtteilen gerechnet:
- südöstlicher Teil:
  - Uhlandshöhe
  - Diemershalde
  - Gänsheide
  - Dobel
  - Bopser
  - Weinsteige
  - Haigst
  - Heslach (südlich des Nesenbachs)
- nordwestlicher Teil:
  - Heslach (nördlich des Nesenbachs)
  - Karlshöhe
  - Hasenberg
  - Kräherwald
  - Hölderlinplatz
  - Lenzhalde
  - Relenberg
  - Mönchhalde
  - Am Bismarckturm

## Bedeutung
Die Halbhöhenlagen sind stark prägend für das Stuttgarter Stadtbild. 
Während die Hanglagen in früheren Zeiten umfassend als Weinbergslagen genutzt wurden, hat durch die zunehmende Zersiedlung eine Verdrängung der Weinberge stattgefunden. An bestimmten Hängen des Kessels gibt es noch Stuttgarter Weinlagen; so in der Mönchhalde, auf der Karlshöhe, der Weinsteige und am Hasenberg sowie dem Kriegsberg (nur wenige hundert Meter vom Hauptbahnhof gelegen). Als Überbleibsel aus der Weinbauzeit prägen die als „Stäffele“ bezeichneten mehr als 400 Treppenanlagen die Fortbewegung im Bereich der Halbhöhenlagen.
Die Halbhöhenlagen dienen vermehrt nicht nur als Wohngegend. Zunehmend kommt es zu einer gewerblichen Nutzung mit repräsentativem Zweck. Zwischen 1987 und 1995 fanden fast zwei Drittel aller Baumaßnahmen in den Hanglagen an Nutzflächen statt, lediglich 38 % an Wohnflächen. Seitdem haben Baumaßnahmen an Nutzflächen jedoch deutlich abgenommen – die Hanglagen werden wieder vermehrt als Wohnraum verwendet. Unter anderem sind aber auch Kanzleien, Arztpraxen, Konsulate und Verbände in den Halbhöhenlagen angesiedelt. Auch der Amtssitz des Staatsministeriums Baden-Württemberg, die Villa Reitzenstein, befindet sich im Bereich der Halbhöhenlagen.

## Geschichte
Bis 1830 waren die Halbhöhenlagen fast gar nicht besiedelt. In einer ersten Besiedlungswelle wurden bis 1900 vor allem der östliche Teil (Dobel, Gänsheide, Diemershalde und Uhlandshöhe) bebaut. Daneben fanden erste Baumaßnahmen am Fuße des Killesbergs, an der Karlshöhe und am Fuße des Hasenbergs statt. 
Die größte Bebauungswelle folgte zwischen 1900 und 1948, als der Großteil der heute bestehenden Bebauung entstand. Maßgeblich für die Entwicklung der Halbhöhenlagen und ihr heutiges Aussehen war der Übersichts-Plan über die projectierten Stadterweiterungen des städtischen Tiefbauamtes von 1896/97. Die damals aus ihren Nähten platzende Innenstadt machte die Ausweisung neuen Baulandes notwendig. In derselben Periode entstand das Leitbild der „durchgrünten Landhausgebiete“ unter dem damaligen Oberbürgermeister Heinrich Gauß.
Seit 1970 erfolgte mit Ausnahme der Gebiete zwischen Alter und Neuer Weinsteige keine weitere großflächige Überbauung von Freiflächen. Die Bautätigkeit beschränkt sich somit auf das Schließen von Baulücken und den Ersatz des Altbestands durch neue Immobilien.